# Avaträsket
Avaträsket är en sjö i Älvsbyns kommun i Norrbotten och ingår i Piteälvens huvudavrinningsområde. Sjön är 22,9 meter djup, har en yta på 3,15 kvadratkilometer och är belägen 112,1 meter över havet. Sjön avvattnas av vattendraget Muskusbäcken.

## Delavrinningsområde
Avaträsket ingår i det delavrinningsområde (730053-172760) som SMHI kallar för Utloppet av Avaträsket. Medelhöjden är 188 meter över havet och ytan är 26,28 kvadratkilometer. Det finns inga avrinningsområden uppströms utan avrinningsområdet är högsta punkten. Muskusbäcken som avvattnar avrinningsområdet har biflödesordning 3, vilket innebär att vattnet flödar genom totalt 3 vattendrag innan det når havet efter 95 kilometer. Avrinningsområdet består mestadels av skog (80 procent). Avrinningsområdet har 3,32 kvadratkilometer vattenytor vilket ger det en sjöprocent på 12,6 procent.